# Puig de Sant Salvador
El Puig de Sant Salvador, també conegut com el Puig de la Mare de Déu de Sant Salvador, es troba al terme municipal de Felanitx a l'Illa de Mallorca i té una altura de 509m.

## El santuari
El Santuari de la Mare de Déu de Sant Salvador es troba al cim del puig del mateix nom i el seu origen es trobaria l'any 1348. En aquest any es construí la primera església dedicada a la passió de la imatge. Aquesta església fou reformada: el seu aspecte actual respon a les intervencions del segle xviii.